# Carabina
Carabina M1 (EUA).
Carabina é uma arma de fogo mais curta que o fuzil, tendo entre 1,0 e 1,2 metro de comprimento muito usada em caça e tiro desportivo podendo ser de diversos calibres. Antigamente, designava uma versão mais curta do fuzil de infantaria a ser empregada por tropas de cavalaria. Hoje, designa armas longas de cano estriado mais compactas do que os fuzis ou que disparam munição de menor potência do que estes.
No século XIX e início do século XX, as carabinas eram as armas utilizadas pelas tropas de cavalaria e de caçadores a pé. Os soldados de infantaria de linha precisavam de uma arma de fogo de maior potência, enquanto que aquelas tropas precisavam de uma arma menor e mais ligeira. Estas dimensões e peso relativamente baixos das carabinas permitem a sua mais fácil utilização em situações de combate a curtas distâncias, como áreas urbanas e florestais. A desvantagem, em relação aos fuzis ou espingardas, é a redução do alcance e da precisão a longas distâncias.

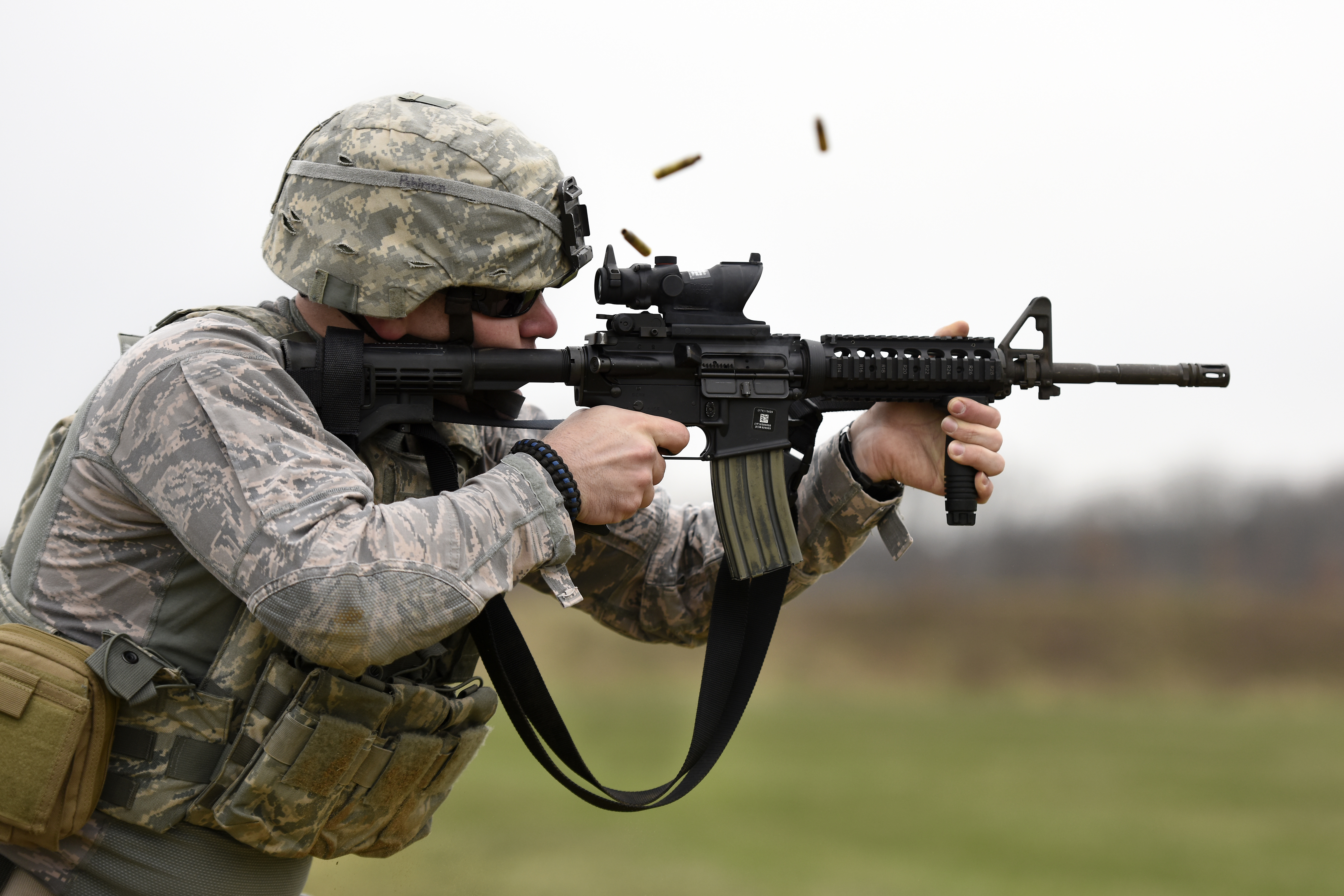
Um militar atirando uma carabina M4 (variante mais curta e mais leve do fuzil M16A2)

## Etimologia
O nome vem de seus primeiros usuários - soldados de cavalaria chamados carabiniers (carabineiros), do francês, carabine  do francês antigo carabin (soldado armado com mosquete), cuja origem não é clara. Uma teoria conecta-o a uma "antiga máquina de guerra" chamada calabre; outra conecta-o ao latim medieval Calabrinus (calabrês); ainda outra, menos provável, ao francês antigo escarrabin ("coveiro do período da peste negra") do latim scarabeus  (escaravelho-carniceiro).